# Varicosporium helicosporum
Varicosporium helicosporum är en svampart som beskrevs av Nawawi 1974. Varicosporium helicosporum ingår i släktet Varicosporium och familjen Helotiaceae.   Inga underarter finns listade i Catalogue of Life.